# Freila
Freila es una localidad y municipio español situado en la parte occidental de la comarca de Baza, en la provincia de Granada, comunidad autónoma de Andalucía. Limita con los municipios de Zújar, Baza, Guadix —por el enclave de Bácor-Olivar—, Gorafe, Dehesas de Guadix y Cuevas del Campo. Cuenta con una población de 947 habitantes (INE 2024). Por su término discurre el río Guadiana Menor, incluido el embalse del Negratín, que es el segundo más grande de la provincia.
El municipio freilica comprende los núcleos de población de Freila —capital municipal—, Los Lotes y el Poblado del Negratín.
Cuenta con una playa interior en la orilla sur del pantano. En sus proximidades se puede practicar la pesca y deportes náuticos.

## Símbolos
Freila cuenta con un escudo y bandera adoptados oficialmente el 8 de octubre de 1996.

### Escudo
Su descripción heráldica es la siguiente:

Escudo cortado: 1.º En campo de gules (rojo) un castillo donjonado de tres torres, de oro (amarillo), aclarado de gules. 2.º De oro, un árbol arrancado de sinople (verde). Al timbre, corona española cerrada.

### Bandera
La enseña del municipio tiene la siguiente descripción:

Bandera rectangular de dimensiones 1:2, dividida en dos franjas perpendiculares al asta y de igual tamaño, la superior amarillo y la inferior azul; centrado y sobrepuesto, el escudo de armas municipal.

## Historia
Durante el siglo XIV la línea interior defensiva del Reino de Granada en la zona de Baza la componían las fortificaciones bastetana, de Caniles, Benamaurel, Benzalema, Bácor, Cúllar, Zújar y Freila, todas de época almohade a nazarí. En 1495, tras la Guerra de Granada, las poblaciones de Zújar y Freila se dieron en señorío al condestable de Navarra, Luis de Beaumont. En 1501 vuelven a la jurisdicción realenga de Baza.
En el Diccionario de Madoz de 1847 se señalaba que Freila tenía Bácor como anejo —hoy perteneciente a Guadix—, que los cultivos principales eran la cebada, el centeno y las patatas, y que contaba con un molino harinero y unas salinas deterioradas. Según el censo de Floridablanca, en 1787 contaba con 382 vecinos y se trataba de una población de realengo, perteneciente al partido de Baza.
A principios del siglo XX, en 1907, se inauguró el tramo de vía férrea de la línea Baza-Guadix, parte del Ferrocarril del Almanzora, que discurría por el término municipal de Freila. Durante el último tercio del siglo XX se produjo el éxodo rural, principalmente hacia las poblaciones industriales de Cataluña, Madrid y Comunidad Valenciana, de tal manera que en el periodo de 1950 a 1974 Freila perdió el 54 % de su población.

## Geografía

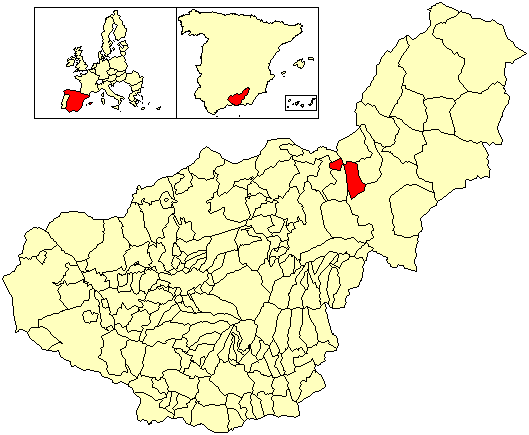
Extensión del municipio en la provincia de Granada

### Situación
Integrado en la comarca de Baza, se encuentra situado a 96 kilómetros de la capital provincial. El término municipal está atravesado por la carretera autonómica A-315, que conecta la ciudad de Baza con Torreperogil, cerca de Úbeda, en Jaén.
| Noroeste: Gorafe y Dehesas de Guadix | Norte: Cuevas del Campo | Nordeste: Cuevas del Campo y Zújar |
| Oeste: Guadix                        |                         | Este: Zújar                        |
| Suroeste: Baza                       | Sur: Baza               | Sureste: Baza                      |

Freila está comprendida dentro del área del Geoparque de Granada, con paisajes erosivos de tierras baldías en el entorno del embalse del Negratín.

## Demografía
Cuenta con una población de 947 habitantes (INE 2024), que se distribuyen de la siguiente manera:
| Unidad poblacional   | Hab. |
| -------------------- | ---- |
| Freila               | 767  |
| Los Lotes            | 23   |
| Poblado del Negratín | 8    |
| diseminado           | 149  |
| TOTAL                | 947  |

### Evolución de la población
| Gráfica de evolución demográfica de Freila entre 1842 y 2021                                                        |
| |
| Población de derecho según los censos de población del INE Población de hecho según los censos de población del INE |

## Economía

### Evolución de la deuda viva municipal
| Gráfica de evolución de deuda viva del Ayuntamiento de Freila entre 2008 y 2019                                |
| |
| Deuda viva del Ayuntamiento de Freila en miles de euros según datos del Ministerio de Hacienda y Ad. Públicas. |

## Administración y política
Los resultados en Freila de las últimas elecciones municipales, celebradas en mayo de 2023, son:
| Elecciones Municipales - Freila (2023) | Elecciones Municipales - Freila (2023)        | Elecciones Municipales - Freila (2023) | Elecciones Municipales - Freila (2023) | Elecciones Municipales - Freila (2023) |
| Partido político                       | Partido político                              | Votos                                  | Votos                                  | Concejales                             |
| -------------------------------------- | --------------------------------------------- | -------------------------------------- | -------------------------------------- | -------------------------------------- |
|                                        | Partido Popular (PP)                          | 198                                    | 33,84 %                                | 3                                      |
|                                        | Partido Socialista Obrero Español (PSOE)      | 198                                    | 33,84 %                                | 3                                      |
|                                        | Independientes del Altiplano de Granada (IAG) | 72                                     | 12,30 %                                | 1                                      |
|                                        | Izquierda Unida Para la Gente (PARA LA GENTE) | 58                                     | 9,91 %                                 | 0                                      |
|                                        | Ciudadanos (Cs)                               | 57                                     | 9,74 %                                 | 0                                      |

### Alcaldes
| Legislatura | Nombre                | Grupo |
| ----------- | --------------------- | ----- |
| 1979-1983   | Juan Ramírez Ramos    | UCD   |
| 1983-1987   | Juan Ramírez Ramos    | ind.  |
| 1987-1991   | José Soria García     | PSOE  |
| 1991-1995   | José Soria García     | PSOE  |
| 1995-1999   | José Soria García     | PSOE  |
| 1999-2003   | Abelardo Vico Ruiz    | PSOE  |
| 2003-2007   | Abelardo Vico Ruiz    | PSOE  |
| 2007-2011   | Abelardo Vico Ruiz    | PSOE  |
| 2011-2015   | Abelardo Vico Ruiz    | PSOE  |
| 2015-2019   | Emilio Álvarez Sierra | PSOE  |
| 2019-2023   | Emilio Álvarez Sierra | PSOE  |
| 2023-act.   | José Pretel Vico      | PP    |

## Comunicaciones

### Carreteras
Las principales vías de comunicación que transcurren por el municipio son:
| Identificador | Denominación               | Itinerario                  |
| ------------- | -------------------------- | --------------------------- |
| A-315         | De Torreperogil a Baza     | Torreperogil - Baza         |
| GR-7100       | De A-92N a A-315           | Baúl - Poblado del Negratín |
| GR-7101       | De GR-7100 (Bácor) a A-315 | GR-7100 - A-315             |
| GR-8100       | De A-92N a Freila          | A-92N - Freila              |

Algunas distancias entre Freila y otras ciudades:
| Ciudades | Distancia (km) |
| -------- | -------------- |
| Baza     | 18             |
| Granada  | 96             |
| Jaén     | 155            |
| Almería  | 175            |
| Murcia   | 197            |

## Servicios públicos

### Sanidad
Freila pertenece a la zona básica de salud de Baza, en el Área de Gestión Sanitaria Nordeste de Granada. El municipio cuenta con un consultorio médico situado en la plaza de San Marcos, s/n.

### Educación
Los centros educativos que hay en el municipio son:
| Denominación genérica | Nombre del centro | Naturaleza | Dirección                   |
| --------------------- | ----------------- | ---------- | --------------------------- |
| Colegio público rural | CPR Negratín      | Público    | Av. de la Constitución, s/n |
| Escuela infantil      | EI Freila         | Público    | C/ Escuelas, s/n            |

## Cultura

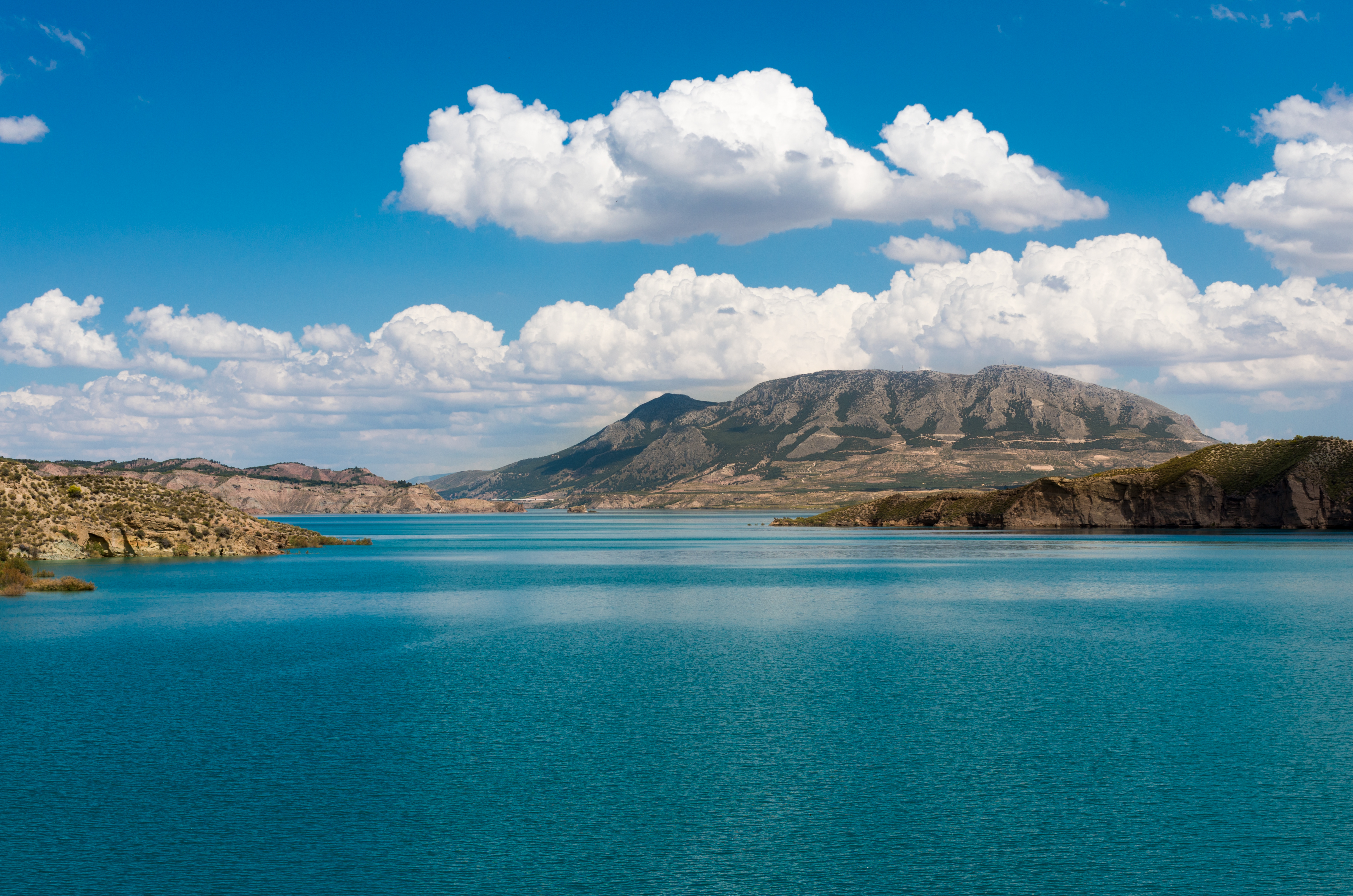
El cerro Jabalcón visto desde el embalse del Negratín

### Patrimonio
El Castillo de Freila, de época nazarí (siglos XIII al XV), es el monumento más emblemático de la localidad. Consta de una torre, dos lienzos de muralla, un aljibe y, cerca de éstos, un antepecho de muralla.
También destaca la Torre del Maruq, una atalaya árabe cercana al embalse del Negratín.

### Fiestas
Sus fiestas populares se celebran cada año el primer fin de semana de agosto. El 15 de septiembre tiene lugar la festividad de la Virgen de los Dolores, patrona del municipio, y el 25 de abril el día de San Marcos, su patrón.